# Kabinett Mutschmann

Martin Mutschmann

Das Kabinett Mutschmann  bildete vom 28. Februar 1935 bis 7. Mai 1945 die Landesregierung von Sachsen.
| Amt                                       | Name                                                    | Partei          |
| ----------------------------------------- | ------------------------------------------------------- | --------------- |
| Reichsstatthalter                         | Martin Mutschmann                                       | NSDAP           |
| Inneres                                   | Karl Fritsch bis Januar 1943                            | NSDAP           |
| Finanzen                                  | Rudolf Kamps                                            | NSDAP           |
| Wirtschaft                                | Georg Lenk bis März 1943                                | NSDAP           |
| Arbeit und Wohlfahrt (bis 15. April 1935) | Georg Schmidt                                           | NSDAP           |
| Volksbildung                              | Wilhelm Hartnacke bis 21. März 1935 Arthur Hugo Göpfert | parteilos NSDAP |